# Вайгина-Ефремова, Лилия Николаевна
Ли́лия Никола́евна Ва́йгина-Ефре́мова (15 апреля 1977, Чебоксары) — украинская биатлонистка, призёр Зимних Олимпийских игр 2006 года в Турине, выступавшая в своё время за сборные команды России и Беларуси.

## Биография
Родилась в Чебоксарах Чувашской АССР.
Лилия начала заниматься биатлоном в 1987 году. Тренировалась у Г. Салдимирова. Из-за невысоких результатов на этапах Кубка мира она дебютирует лишь в сезоне 1999/2000. Позднее она также эпизодически выступала в Кубке мира, но закрепиться в составе основной сборной России не смогла.
Не попав на Олимпиаду 2002 года в Солт-Лейк-Сити, Лилия Ефремова принимает предложение Белорусской Федерации Биатлона и переходит в сборную Беларуси. Выступая за эту команду, Ефремова не раз поднималась на подиумы эстафетных соревнований на этапах Кубка мира, а по итогам сезона она заняла 34 место.
Ещё раз поменяв гражданство, в составе команды Украины Ефремова становится одной из ключевых биатлонисток. В 2006 году Лилия Ефремова достигает вершины своей карьеры — завоёвывает бронзовую медаль Зимних Олимпийских игр в Турине. В сборных Беларуси и Украины тренировалась под руководством своего супруга Константина Вайгина.

## Кубок мира
- За Россию
- 1999—2000 — 55-е место (13 очков)
- 2000—2001 — 74-е место (4 очка)
- За Беларусь
- 2002—2003 — 34-е место (118 очков)
- За Украину
- 2003—2004 — 63-е место (12 очков)
- 2004—2005 — 60-е место (25 очков)
- 2005—2006 — 26-е место (225 очков)
- 2007—2008 — 57-е место (20 очков)
- 2008—2009 — 57-е место (93 очков)
- 2009—2010 — 53-е место (89 очков)

## Награды
- Орден княгини Ольги III степени (2006)[2]